# Coppetta
La coppetta è un dolce tipico della Valtellina.
La coppetta è un dolce a base di ostie, miele e noci e viene prodotto e venduto prevalentemente in autunno. È il dolce tipico che si preparava in occasione della festa di Sondalo in onore a sant'Agnese.